# 漢延陵
汉延陵是西汉孝成皇帝刘骜的陵寝，位于陕西省咸阳市周陵乡严家沟村。
陵寝始建于建始元年闰正月，鸿嘉元年（前20年），成帝又新修昌陵。五年后废弃昌陵，最终安葬于延陵。延陵的陵园平面近方形，东西长382米，南北长400米。墓形如覆斗，底边长173米，顶部边长51米，高31米。

## 陪葬墓
汉成帝后妃中，有马婕妤姐妹葬于延陵的记录。另有許皇后、班婕妤二位后妃葬于延陵附近的记录，具体所在已无法考证。延陵陪葬墓园内共有五排十五座墓葬，十一座封土尚存，其中第一排第1座封土最为高大。此墓以许皇后陵之名列入文物保护单位，但有观点认为，依西汉惯例，帝陵陪葬区安葬的是皇室、外戚、重臣，此墓并非许皇后陵。延陵东北部有两座大型墓葬，北面一座被认为是班婕妤墓。另有观点认为，南面一座为秦惠文王的公陵，北面一座是秦公夫人墓葬。陵东有薛宣等7座陪葬墓。